# 徳川家千代
徳川 家千代（とくがわ いえちよ）は、江戸幕府の第6代将軍・徳川家宣の次男である。第7代将軍・徳川家継の異母兄にあたる。

## 人物
宝永4年（1707年）7月10日、将軍継嗣時代の家宣と側室・お古牟の方（法心院）の間に、江戸城西の丸で生まれる。松平勝以が伝役として付けられる。同月18日、新田の姓を賜った。しかし、9月に早世した。享年1。10月2日、伝通院に葬られた。